# Provost (Universität)
Provost ist in den USA und in Kanada ein Titel für einen hohen Verwaltungsbeamten an Hochschulen, vergleichbar dem Vice-Chancellor (Prorektor) an Universitäten in Großbritannien. Die exakte Rolle des Provost variiert allerdings von Institution zu Institution. An den Universitäten von Cambridge und Oxford in England ist dies der Titel eines der höchsten Verwaltungsbeamten (entsprechend etwa einem Pro-Vice Chancellor) und ist dem dort ebenfalls gebräuchlichen Master gleichgestellt. Er wird im Vereinigten Königreich sowie in Irland auch an Colleges verwendet.
Die Bezeichnung Profos wurde im deutschsprachigen Raum für den Wärter des Karzers an Universitäten verwendet. Der Begriff kam vom niederländischen provoost (aus lateinisch propositus bzw. praepositus ‚Vorgesetzter‘) über das französische prévôté um 1500 ins Deutsche. Der Begriff ist verwandt mit der Amtsbezeichnung Propst. 

## Aufgaben
Die spezifischen Aufgaben und Verantwortungsbereiche für einen Provost an Hochschulen umfassen normalerweise die Überwachung von Lehrplan-, Lehr- und Forschungsangelegenheiten.
Die verschiedenen Dekane der Schulen, Hochschulen oder Fakultäten  berichten im Allgemeinen an den Provost. Ebenso die Leiter verschiedener interdisziplinärer Einheiten und akademischer Unterstützungsfunktionen wie Bibliotheken, Studentenservice, Registrar, Zulassungen und Informationstechnologie. Der Provost wiederum ist gegenüber dem Chief Executive Officer und dem Verwaltungsrat oder den Verwaltungsräten der Institution (verschiedentlich als Treuhänder, Regenten, Gouverneure oder Unternehmen bezeichnet) für die Überwachung aller Bildungsangelegenheiten und -aktivitäten verantwortlich.